# Longitarsus succineus
Longitarsus succineus es una especie de insecto coleóptero de la familia Chrysomelidae. La primera descripción científica de la especie data de 1860, por Foudras.